# مشعل كهربائي انضغاطي

مشعل غاز يستخدم مبدأ الكهرباء الانضغاطية

المِشْعَل البيزوي أو مشعل الكهرباء الانضغاطية أو مسدس الغاز هو نوع من المشاعل التي تستخدم في بعض الأفران أو  بعض الولاعات. 

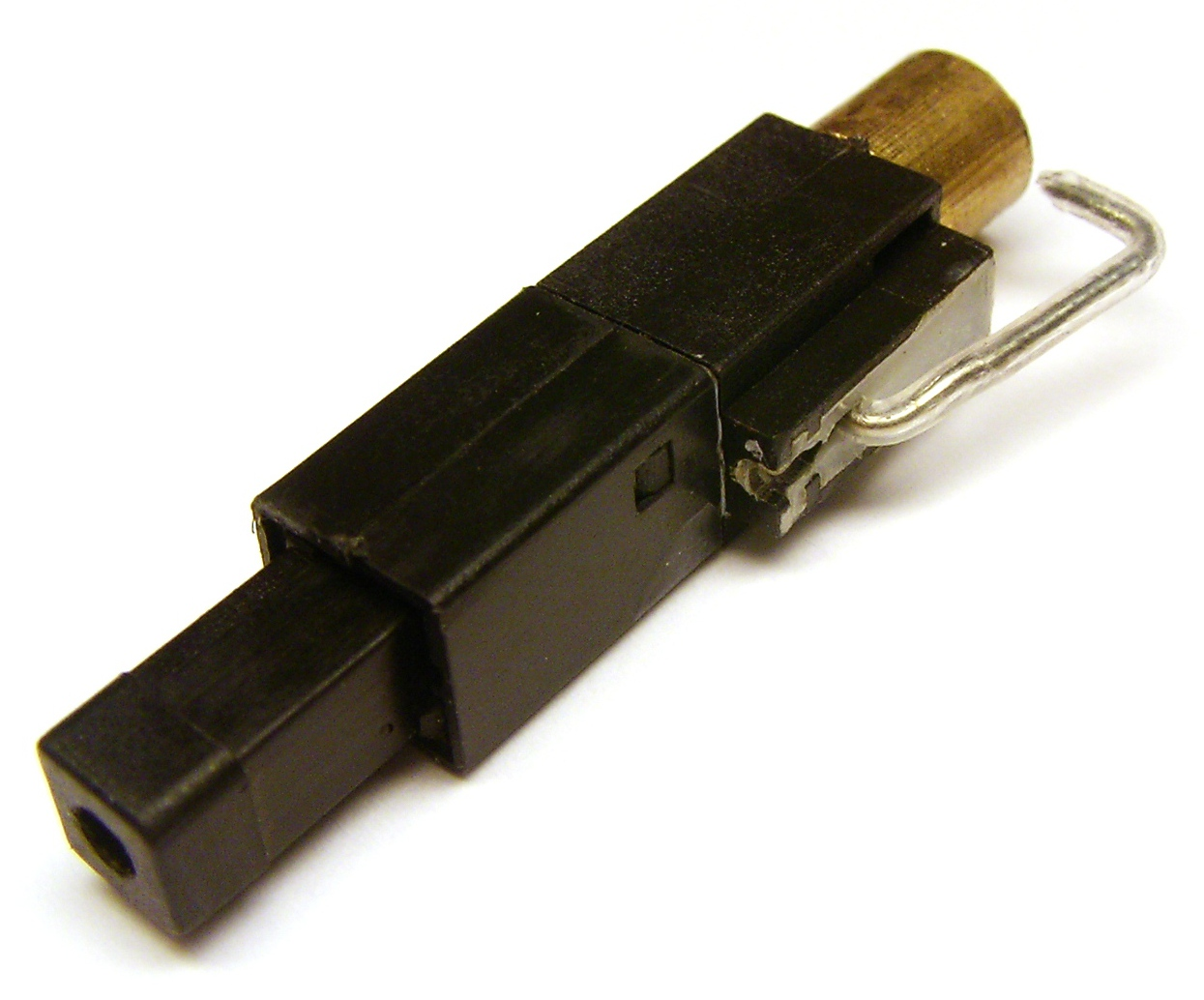
قلب مسدس الغاز بعد فكه

المشعل البيزوي  يستخدم مبدأ الكهرباء الضغطية ،حيث تتولد شحنة صغيرة كافية لإشعال الغاز بعد سحب زناد المسدس والزناد مربوط بما يشبه المطرقة فعند سحب الزناد وعودته يقوم بطرق مولد الكهرباء الانضغاطية وتتولد الشرارة التي تقوم بالإشعال.
مولد الطاقة الانضغاطية يكون عادةً من الكوارتز أو الكريستال. حيث أن هذه المواد بطبيعتها تنتج تيارا كهربائيا عند ضغطها بقوة ينتج عنها شرارة كهربائية قادرة على اشعال نار.

## وصلات خارجية
- Piezo Disassembly — Exposing the piezo element in a barbecue lighter
- Piezo Igniter Life — A destructive test of igniter lifetime